# Dactylolabis carbonaria
Dactylolabis carbonaria là một loài ruồi trong họ Limoniidae. Chúng phân bố ở miền Cổ bắc.